# Karl Teichmann
Karl Teichmann (Rabersdorf, 1897 – 1927) è stato un aviatore austro-ungarico.
Il Feldwebel Karl Teichmann fu un Asso dell'aviazione della prima guerra mondiale accreditato con cinque vittorie.

## Biografia e prima guerra mondiale
Karl Teichmann nacque a Rabersdorf, nella Slesia, nell'Impero austro-ungarico nel 1897. Era di origini dei Tedeschi dei Sudeti. Si è formato come meccanico automobilistico nella prima guerra mondiale.
Teichmann entrò a far parte del 1º Reggimento di fanteria nel 1915, ma subito dopo l'addestramento di base si trovò trasferito alla Fliegerkompanie 5. Fece il meccanico sul Fronte orientale (1914-1918), a partire dal febbraio 1916. Otto mesi dopo, fece domanda per l'addestramento da pilota; fu accettato nel novembre del 1916. Il suo talento come pilota lo portò direttamente ad un addestramento avanzato come pilota da caccia. Il 16 maggio 1917 ottenne il certificato di pilota austriaco n. 659.
Nell'agosto 1917, Teichmann fu assegnato alla Flik 42J, considerata la crema delle squadriglie da caccia austro-ungariche ed era armata con i caccia Albatros D.III. Il 26 settembre 1917, in compagnia di Ernst Strohschneider e Ferdinand Udvardy, aiutò ad abbattere un velivolo Société Pour les Appareils Deperdussin (SPAD) su Ronchi per la sua prima vittoria aerea. Ha quindi ricevuto la Medaglia d'onore al valor militare d'argento di seconda classe.
Teichmann fu coinvolto nei combattimenti nella Battaglia di Caporetto. Il 23 ottobre 1917, ha segnato un'altra vittoria, abbattendo un caccia Nieuport sul Lago di Doberdò. Il 27 novembre, ha collaborato con Karl Patzelt per una terza vittoria, un velivolo della Sopwith Aviation Company distrutto su San Donà di Piave. Le sue prodezze gli valsero la medaglia d'argento di prima classe.
Teichmann si trasferì quindi in una nuova squadriglia caccia fondata al comando di Frank Linke-Crawford, la Flik 60J. Il 3 febbraio 1918, abbatté un altro Nieuport, sopra il Monte Nuoval. Più tardi nel 1918 gli fu concesso l'onore il più alto della sua nazione, la Medaglia d'oro per il valore. Nell'agosto 1918, si trasferì alla Fliegerkompanie 14 (Flik 14) di Feltre. Il 22 agosto, ha ottenuto la sua quinta vittoria abbattendo un caccia Bristol F.2 Fighter della No. 139 Squadron RAF.
Karl Teichmann sopravvisse alla guerra. Morì a morte naturale a Graz nel 1927.